# Mullaley
Mullaley är en ort i Australien. Den ligger i kommunen Gunnedah och delstaten New South Wales, i den sydöstra delen av landet, omkring 330 kilometer norr om delstatshuvudstaden Sydney. Antalet invånare är 217.
Runt Mullaley är det mycket glesbefolkat, med 2 invånare per kvadratkilometer.. 
Trakten runt Mullaley består till största delen av jordbruksmark. Genomsnittlig årsnederbörd är 756 millimeter. Den regnigaste månaden är februari, med i genomsnitt 145 mm nederbörd, och den torraste är oktober, med 10 mm nederbörd.